# Pavel Kalioujny
Pavel Pavlovitch Kalioujny (en russe : Павел Павлович Калюжный) est un aviateur soviétique, né le 6 mars 1916 et décédé le 22 décembre 2002. Pilote de chasse et as de la Seconde Guerre mondiale, il fut distingué par le titre de Héros de l'Union soviétique.

## Carrière
Pavel Kalioujny est né le 6 mars 1916 dans le village de Vassilivka (en ukrainien : Василівка), dans l'actuelle oblast de Zaporijia, en Ukraine. Il s'entraîne d'abord à l'aéroclub de Zaporijia, avant de s'engager dans l'Armée rouge en 1937. Diplômé du collège militaire de l'Air de Katcha en 1938, et nommé lieutenant (starchi leïtenant), il fut engagé dès les premiers combats qui suivirent l'invasion de l'Union soviétique par l'Allemagne nazie, le 22 juin 1941. En juin 1943, après que le 3 du même mois il eut obtenu 3 victoires homologuées en un combat, il fut promu au grade de capitaine (kapitan). En novembre 1943, il accomplit sa 200e mission de combat dans les rangs du 487.IAP de l'IAP-PVO, régiment de chasse qui devait devenir le 146e régiment de chasse aérienne de la Garde (146.GuIAP). Il termina la guerre comme commandant (major).
À l'issue de celle-ci, il poursuivit une carrière militaire, diplômé successivement de l'Académie de l'Air en 1952 puis de l'Académie d'état-major général en 1957. Il prit sa retraite comme général-major (général de brigade) en 1971.
Décédé le 22 décembre 2002 à Saint-Pétersbourg, il est enterré au cimetière Saint-Nicolas.

## Palmarès et décorations

### Tableau de chasse
Pavel Kalioujny est crédité de 16 victoires homologuées, toutes individuelles, obtenues au cours de 200 missions.

### Décorations
- Héros de l'Union soviétique le 29 mars 1944 (médaille no 3176) ;
- Ordre de Lénine ;
- Ordre du Drapeau rouge ;
- Ordre d'Alexandre Nevski ;
- Ordre de la Guerre patriotique de 1re classe ;
- Deux fois titulaire de l'Ordre de l'Étoile rouge.